# Promieniopłetwe

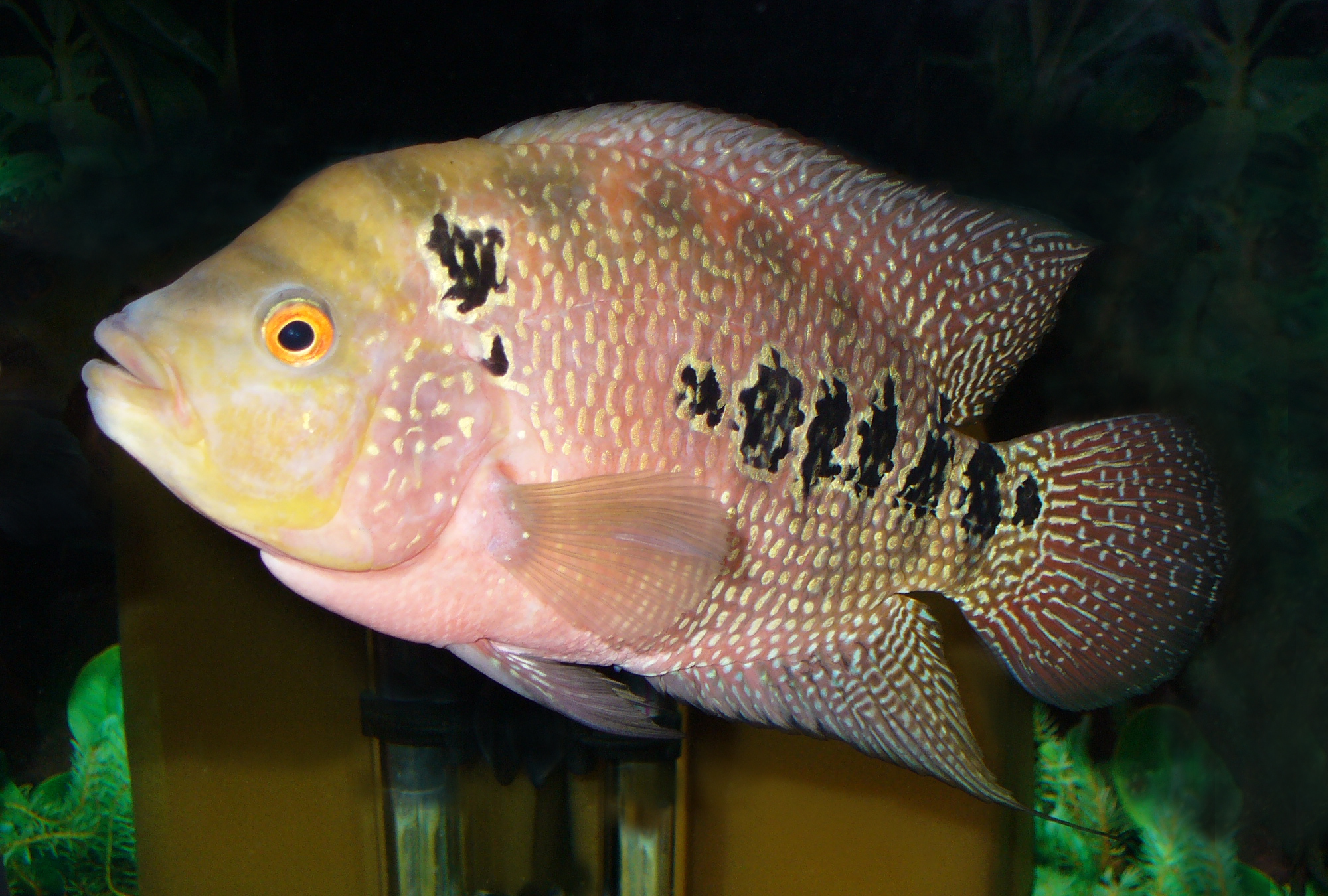
Cichlasoma trimaculatum

Promieniopłetwe, kostnopromieniste, kostnopromienne (Actinopterygii, z gr. aktina – promień i pterygio – płetwa) – gromada ryb kostnoszkieletowych (Osteichthyes) o płetwach wspartych na promieniach kostnych, obejmująca większość (około 30 tys.) współcześnie żyjących gatunków ryb. Wykazują znaczne zróżnicowanie morfologiczne. Zasiedlają wszystkie typy wód słodkich, słonawych i słonych. Od mięśniopłetwych odróżnia je budowa płetw i sposób poruszania.

## Cechy charakterystyczne
- Płetwy ryb promieniopłetwych są rozpięte na szkielecie z delikatnych promieni z kości skórnych (lepidotrychia), bezpośrednio połączonych z pasem barkowym.
- Ciało większości gatunków pokryte jest łuskami cykloidalnymi, ktenoidalnymi lub płytkami kostnymi, skóra niektórych jest naga, a u najstarszych ewolucyjnie, w większości już wymarłych gatunków, występują łuski ganoidalne.
- Szkielet jest dobrze ukształtowany, w całości kostny u form rozwiniętych, a u bardziej pierwotnych częściowo chrzęstny.
- Tryskawki i nozdrza wewnętrzne zazwyczaj nie występują[3][2].
- Większość ma pęcherz pławny.
- Zastawka w jelicie spotykana jest jedynie u najstarszych form. Występują trzy otolity[6].

## Ewolucja
Ryby promieniopłetwe pojawiły się w wodach słodkich w późnym sylurze, około 420 mln lat temu. Najstarsze z odkrytych gatunków to Andreolepis hedei i Lophosteus superbus. Kompletny szkielet ryby zaliczonej do promieniopłetwych odkryto w skałach z wczesnego dewonu. W karbonie zdominowały wody śródlądowe, a niektóre formy (prawieczkokształtne) przystosowały się do życia w morzach, które w triasie stały się głównym ośrodkiem ich rozwoju. Podczas gdy większość kostnochrzęstnych żyła w erze paleozoicznej i triasie, Neopterygii, choć znane już od końca permu najburzliwszy okres różnicowania przechodziły w triasie i jurze. Właśnie wówczas zaznaczyła się tendencja do redukcji liczby, grubości i wielkości łusek. Zaistniałe zmiany Neopterygii przyczyniły się do usprawnienia płetw (stąd nazwa Neopterygii i postulowana polska nazwa „nowopłetwe”). Płetwa ogonowa staje się symetryczna (w przeciwieństwie do heterocerkicznej u kostnochrzęstnych) i wykształca się skostniały kręgosłup. Gatunki zaliczane tradycyjnie do przejściowców (jak amia i niszczuka) są obecnie coraz częściej uznawane za prymitywne formy Neopterygii.
W mezozoiku i kenozoiku promieniopłetwe rozwijały się z rosnącym powodzeniem. Obecnie są dominującymi kręgowcami w większości zbiorników wodnych na Ziemi.

## Klasyfikacja

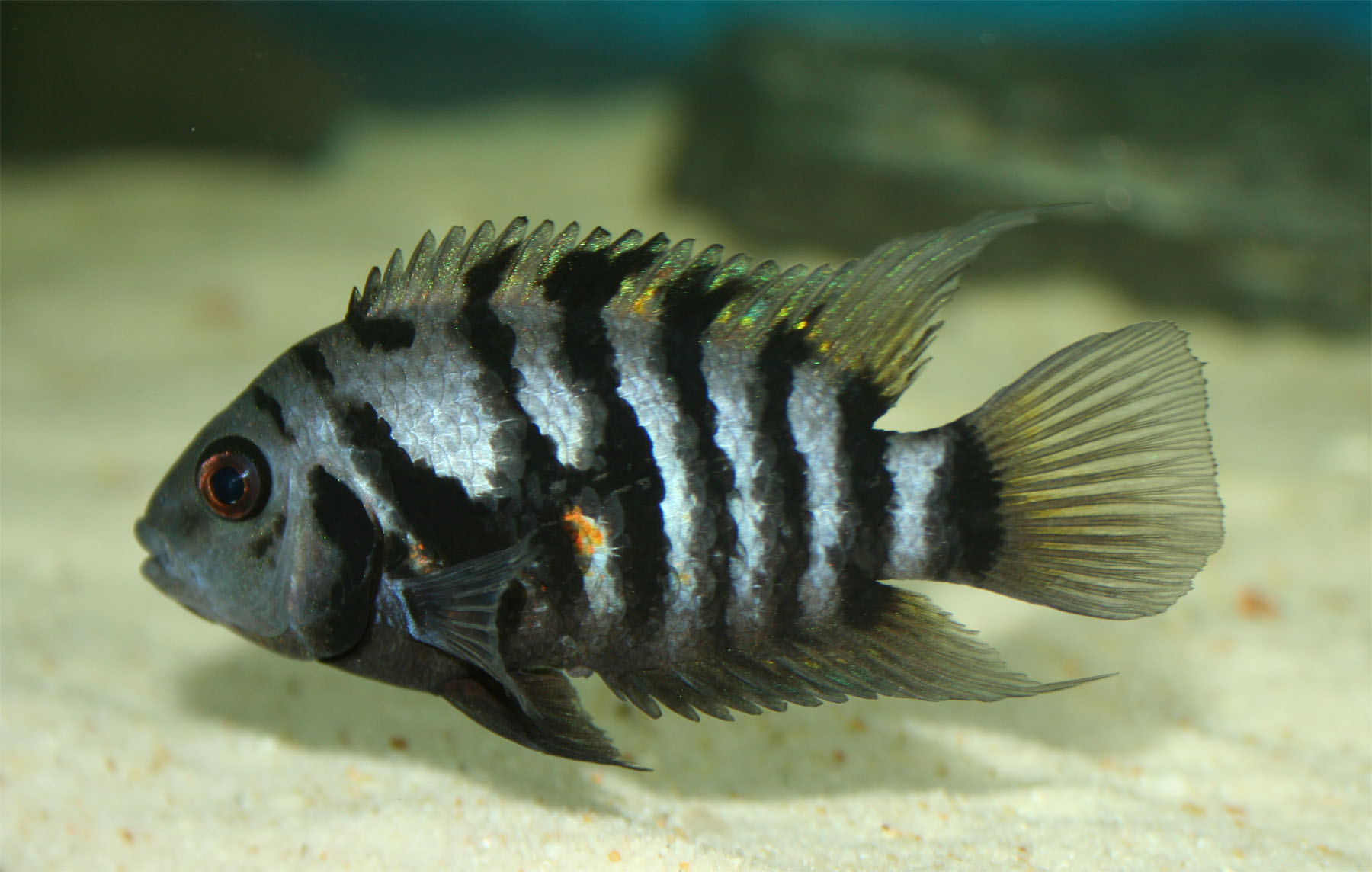
Archocentrus nigrofasciatus

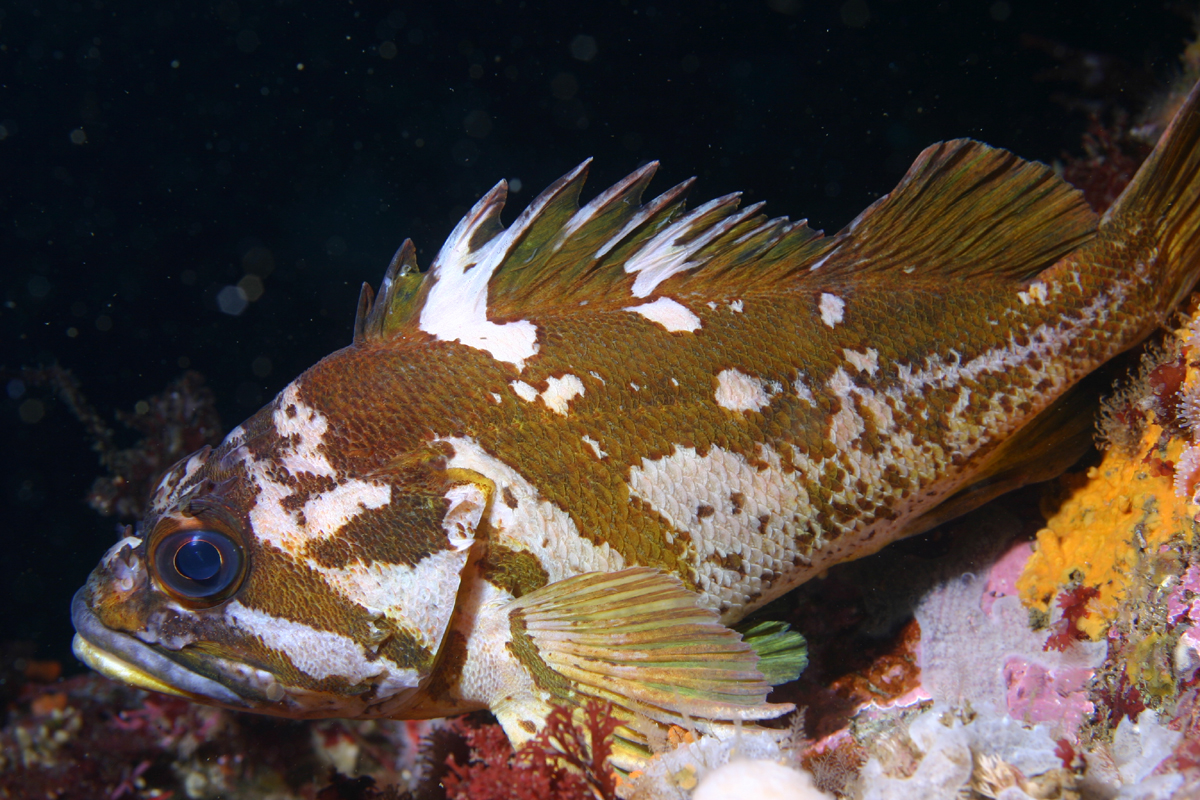
Sebastes carnatus

W tradycyjnej klasyfikacji Actinopterygii dzielone były na:
- kostnochrzęstne (Chondrostei) syn. kostnołuskie, kostołuskie, ganoidy chrzęstne obejmująca jesiotrokształtne (Acipenseriformes)
- przejściowce (Holostei) syn. pełnokostne, ganoidy kostne obejmujące niszczukokształtne (Lepisosteiformes) i amiokształtne (Amiiformes)
- ryby kościste (Teleostei)
- ramieniopłetwe (Brachiopterygii), do których zaliczano wielopłetwcokształtne (Polypteriformes)

Według najnowszych tendencji kladystycznych tradycyjnie przedstawiona grupa promieniopłetwych nie jest jednak grupą monofiletyczną (z powodu parafiletycznych przejściowców), a tym samym nie stanowią taksonu naturalnego.
Przez długi czas proponowany był podział na:
- kostnochrzęstne (Chondrostei) obejmujące taksony kopalne i współczesne wielopłetwcokształtne (Polypteriformes) i jesiotrokształtne (Acipenseriformes) o wielu cechach prymitywnych
- nowopłetwe (Neopterygii) obejmujące przejściowce (Holostei) oraz większość współcześnie żyjących gatunków ryb doskonałokostnych (Teleostei)

Chondrostei okazały się być taksonem parafiletycznym i są obecnie dzielone na dwie odrębne grupy.
Dopiero tak zdefiniowany takson jest uznawany za monofiletyczny:
- Cladistia (klad obejmujący wielopłetwcokształtne)
- Chondrostei – kostnochrzęstne
- Neopterygii – nowopłetwe

### Rzędy
Niezależnie od przyjętej klasyfikacji biologicznej gromadę ryb promieniopłetwych dzieli się na rzędy. W poniższej tabeli przedstawiono wszystkie rzędy ze wskazaniem różnic pomiędzy klasyfikacjami Integrated Taxonomic Information System, FishBase, J. S. Nelsona w czwartej edycji Fishes of the World i W. Eschmeyera (Catalog of Fishes).
| ITIS                                | Fishbase.org         | J. S. Nelson         | W. Eschmeyer         | Nazwa zwyczajowa                         |
| ----------------------------------- | -------------------- | -------------------- | -------------------- | ---------------------------------------- |
| Acipenseriformes                    | Acipenseriformes     | Acipenseriformes     | Acipenseriformes     | jesiotrokształtne                        |
| Albuliformes                        | Albuliformes         | Albuliformes         | Albuliformes         | albulokształtne                          |
| Amiiformes                          | Amiiformes           | Amiiformes           | Amiiformes           | amiokształtne                            |
| Anguilliformes                      | Anguilliformes       | Anguilliformes       | Anguilliformes       | węgorzokształtne                         |
|                                     |                      | Argentiniformes      |                      | srebrzykokształtne                       |
| Ateleopodiformes                    | Ateleopodiformes     | Ateleopodiformes     | Ateleopodiformes     | (brak nazwy)                             |
| Atheriniformes                      | Atheriniformes       | Atheriniformes       | Atheriniformes       | aterynokształtne                         |
| Aulopiformes                        | Aulopiformes         | Aulopiformes         | Aulopiformes         | skrzelokształtne                         |
| Batrachoidiformes                   | Batrachoidiformes    | Batrachoidiformes    | Batrachoidiformes    | batrachokształtne                        |
| Beloniformes                        | Beloniformes         | Beloniformes         | Beloniformes         | belonokształtne                          |
| Beryciformes                        | Beryciformes         | Beryciformes         | Beryciformes         | beryksokształtne                         |
| Characiformes                       | Characiformes        | Characiformes        | Characiformes        | kąsaczokształtne                         |
|                                     | Cetomimiformes       |                      | Cetomimiformes       | wielorybinkokształtne                    |
| Clupeiformes                        | Clupeiformes         | Clupeiformes         | Clupeiformes         | śledziokształtne                         |
| Ctenothrissiformes (incertae sedis) |                      | Ctenothrissiformes   |                      |                                          |
| Cypriniformes                       | Cypriniformes        | Cypriniformes        | Cypriniformes        | karpiokształtne                          |
| Cyprinodontiformes                  | Cyprinodontiformes   | Cyprinodontiformes   | Cyprinodontiformes   | karpieńcokształtne (zębokarpiokształtne) |
| Elopiformes                         | Elopiformes          | Elopiformes          | Elopiformes          | elopsokształtne (tarponokształtne)       |
| Esociformes                         | Esociformes          | Esociformes          | Esociformes          | szczupakokształtne                       |
| Gadiformes                          | Gadiformes           | Gadiformes           | Gadiformes           | dorszokształtne                          |
| Gasterosteiformes                   | Gasterosteiformes    | Gasterosteiformes    | Gasterosteiformes    | ciernikokształtne                        |
|                                     | Gobiesociformes      |                      | Gobiesociformes      | grotnikokształtne                        |
| Gonorynchiformes                    | Gonorynchiformes     | Gonorynchiformes     | Gonorynchiformes     | piaskolcokształtne                       |
| Gymnotiformes                       | Gymnotiformes        | Gymnotiformes        | Gymnotiformes        | strętwokształtne                         |
|                                     |                      | Hiodontiformes       |                      |                                          |
| Lampridiformes                      | Lampriformes         | Lampriformes         | Lampriformes         | strojnikokształtne                       |
| Lophiiformes                        | Lophiiformes         | Lophiiformes         | Lophiiformes         | żabnicokształtne                         |
| Mugiliformes                        |                      | Mugiliformes         |                      | mugilokształtne (cefalokształtne)        |
| Myctophiformes                      | Myctophiformes       | Myctophiformes       | Myctophiformes       | świetlikokształtne                       |
|                                     | Notacanthiformes     |                      | Notacanthiformes     | łuskaczokształtne                        |
| Ophidiiformes                       | Ophidiiformes        | Ophidiiformes        | Ophidiiformes        | wyślizgokształtne                        |
| Osmeriformes                        | Osmeriformes         | Osmeriformes         | Osmeriformes         | stynkokształtne                          |
| Osteoglossiformes                   | Osteoglossiformes    | Osteoglossiformes    | Osteoglossiformes    | kostnojęzykokształtne                    |
| Perciformes                         | Perciformes          | Perciformes          | Perciformes          | okoniokształtne                          |
| Percopsiformes                      | Percopsiformes       | Percopsiformes       | Percopsiformes       | okonkokształtne                          |
| Pleuronectiformes                   | Pleuronectiformes    | Pleuronectiformes    | Pleuronectiformes    | flądrokształtne (płastugokształtne)      |
| Polymixiiformes                     | Polymixiiformes      | Polymixiiformes      | Polymixiiformes      | wąsatkokształtne                         |
| Polypteriformes                     | Polypteriformes      | Polypteriformes      | Polypteriformes      | wielopłetwcokształtne                    |
| Saccopharyngiformes                 | Saccopharyngiformes  | Saccopharyngiformes  | Saccopharyngiformes  | gardzielcokształtne                      |
| Salmoniformes                       | Salmoniformes        | Salmoniformes        | Salmoniformes        | łososiokształtne                         |
| Scorpaeniformes                     | Scorpaeniformes      | Scorpaeniformes      | Scorpaeniformes      | skorpenokształtne                        |
| Semionotiformes                     | Lepisosteiformes     | Lepisosteiformes     | Lepisosteiformes     | niszczukokształtne                       |
| Siluriformes                        | Siluriformes         | Siluriformes         | Siluriformes         | sumokształtne                            |
| Stephanoberyciformes                | Stephanoberyciformes | Stephanoberyciformes | Stephanoberyciformes | stefanoberyksokształtne                  |
| Stomiiformes                        | Stomiiformes         | Stomiiformes         | Stomiiformes         | wężorokształtne                          |
| Synbranchiformes                    | Synbranchiformes     | Synbranchiformes     | Synbranchiformes     | szczelinokształtne                       |
|                                     | Syngnathiformes      |                      | Syngnathiformes      | igliczniokształtne                       |
| Tetraodontiformes                   | Tetraodontiformes    | Tetraodontiformes    | Tetraodontiformes    | rozdymkokształtne                        |
| Zeiformes                           | Zeiformes            | Zeiformes            | Zeiformes            | piotroszokształtne                       |

Kladogram współczesnych promieniopłetwych.

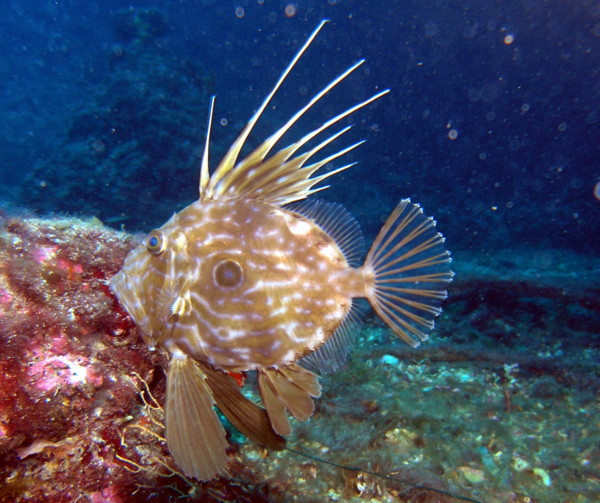
Zeus faber

|             | Lepisosteiformes                                         |
|             |                                                          |
| Halecostomi | \| \| Amiiformes \| \| \| \| \| \| Teleostei \| \| \| \| |
|             | \| \| Amiiformes \| \| \| \| \| \| Teleostei \| \| \| \| |
|             | Amiiformes                                               |
|             |                                                          |
|             | Teleostei                                                |
|             |                                                          |

|  | Amiiformes |
|  |            |
|  | Teleostei  |
|  |            |

|             | Lepisosteiformes                                         |
|             |                                                          |
| Halecostomi | \| \| Amiiformes \| \| \| \| \| \| Teleostei \| \| \| \| |
|             | \| \| Amiiformes \| \| \| \| \| \| Teleostei \| \| \| \| |
|             | Amiiformes                                               |
|             |                                                          |
|             | Teleostei                                                |
|             |                                                          |

|  | Amiiformes |
|  |            |
|  | Teleostei  |
|  |            |

|             | Lepisosteiformes                                         |
|             |                                                          |
| Halecostomi | \| \| Amiiformes \| \| \| \| \| \| Teleostei \| \| \| \| |
|             | \| \| Amiiformes \| \| \| \| \| \| Teleostei \| \| \| \| |
|             | Amiiformes                                               |
|             |                                                          |
|             | Teleostei                                                |
|             |                                                          |

|  | Amiiformes |
|  |            |
|  | Teleostei  |
|  |            |

|             | Lepisosteiformes                                         |
|             |                                                          |
| Halecostomi | \| \| Amiiformes \| \| \| \| \| \| Teleostei \| \| \| \| |
|             | \| \| Amiiformes \| \| \| \| \| \| Teleostei \| \| \| \| |
|             | Amiiformes                                               |
|             |                                                          |
|             | Teleostei                                                |
|             |                                                          |

|  | Amiiformes |
|  |            |
|  | Teleostei  |
|  |            |